# Hristo Zahariev
Hristo Zahariev (in bulgaro Христо Захариев?; Sofia, 27 ottobre 1990) è un cestista bulgaro.

## Palmarès
- Campionato bulgaro: 6

Levski Sofia: 2013-14
Academic Sofia: 2014-15, 2015-16, 2016-17
Levski Sofia: 2020-21
Balkan Botevgrad: 2022-2023
- Lega Balcanica: 1

Levski Sofia: 2013-14
- Coppa di Bulgaria: 3

Levski Sofia: 2014, 2020
Chernomorets: 2024